# Данеборг
Данеборг (також Станція Данеборг) (дан. Danebor) — станція на південному узбережжі Землі Уолластона у північно-східній Гренландії. Данеборг служить штабом для патруля Сіріус який патрулює Ґренландський національний парк. Кількість людей на станції невелика і значно варіюється від літа до зими. Данеборг є найбільш населеною станцією в парку, в якій проживає більше 12 осіб. Клімат арктичний.
Данеборг має аеродром з посадковою смугою довжиною близько 400 метрів (ІКАО: BGDB).

## Клімат
Данеборг має полярний клімат. 
| Клімат Данеборга (1981-2010) | Клімат Данеборга (1981-2010) | Клімат Данеборга (1981-2010) | Клімат Данеборга (1981-2010) | Клімат Данеборга (1981-2010) | Клімат Данеборга (1981-2010) | Клімат Данеборга (1981-2010) | Клімат Данеборга (1981-2010) | Клімат Данеборга (1981-2010) | Клімат Данеборга (1981-2010) | Клімат Данеборга (1981-2010) | Клімат Данеборга (1981-2010) | Клімат Данеборга (1981-2010) | Клімат Данеборга (1981-2010) |
| Показник                     | Січ.                         | Лют.                         | Бер.                         | Квіт.                        | Трав.                        | Черв.                        | Лип.                         | Серп.                        | Вер.                         | Жовт.                        | Лист.                        | Груд.                        | Рік                          |
| Абсолютний максимум, °C      | 8,5                          | 6,2                          | 2,0                          | 6,0                          | 10,3                         | 24,1                         | 24,1                         | 22,4                         | 12,3                         | 9,3                          | 6,8                          | 3,3                          | 24,1                         |
| Середній максимум, °C        | −16,3                        | −16,7                        | −16,5                        | −9,8                         | −1,9                         | 3,8                          | 7,0                          | 6,4                          | 0,2                          | −8,2                         | −13,2                        | −15,5                        | −6,6                         |
| Середня температура, °C      | −18,9                        | −19,2                        | −19,1                        | −12,8                        | −4,6                         | 1,7                          | 4,8                          | 4,3                          | −1,6                         | −9,9                         | −15,4                        | −18                          | −9                           |
| Середній мінімум, °C         | −21,4                        | −21,6                        | −21,6                        | −15,7                        | −7,2                         | −0,4                         | 2,6                          | 2,1                          | −3,4                         | −11,5                        | −17,6                        | −20,5                        | −11,3                        |
| Абсолютний мінімум, °C       | −41                          | −42,8                        | −41,1                        | −35                          | −23,9                        | −9,2                         | −8,4                         | −11,8                        | −8,1                         | −30,7                        | −35                          | −38,9                        | −42,8                        |
| Норма опадів, мм             | 7.8                          | 16.6                         | 6.2                          | 2.0                          | 4.4                          | 0.0                          | 0.0                          | 0.0                          | 2.7                          | 4.4                          | 0.0                          | 0.0                          | 55.0                         |
| ---------------------------- | ---------------------------- | ---------------------------- | ---------------------------- | ---------------------------- | ---------------------------- | ---------------------------- | ---------------------------- | ---------------------------- | ---------------------------- | ---------------------------- | ---------------------------- | ---------------------------- | ---------------------------- |
| Джерело: Météo Climat        |                              |                              |                              |                              |                              |                              |                              |                              |                              |                              |                              |                              |                              |